# Сірен Суннбю
Сірен Суннбю (норв. Siren Sundby, 2 грудня 1982) — норвезька яхтсменка.
Олімпійська чемпіонка 2004 року в класі Європа, учасниця 2000, 2008 років.
Чемпіонка світу в класі Європа 2003, 2004 років, срібна призерка 2002 року.
Чемпіонка Європи в класі Європа 2003 року.